# Гампе, Карл
Карл Гампе (нем. Carl Hamppe; 1814 — 17 мая 1876, Герзау) — австрийский шахматист.
Большую часть жизни провёл в Вене, где он, начиная с 1848 года, работал в министерстве финансов. В венских кофейнях считался одним из ведущих шахматистов Австрии. В 1859 и 1860 годах победил на турнирах венского шахматного общества.
Сыграл ряд матчей: 1846 — против Иоганна Якоба Лёвенталя (4 : 5), 1850 — против Эрнста Карла Фалькбеера (16 : 15), 1852 и 1860 — против Даниеля Гарвицa (1 −4 =2) и (−3 =1).
Карл Гампе является одним из разработчиков венской партии; его именем названы такие дебюты, как гамбит Гампе — Альгайера и Гамбит Гампе — Муцио.